# Saint-Acheul
Saint-Acheul (picardisch: Saint-Acheu) ist eine nordfranzösische Gemeinde mit 36 Einwohnern (Stand 1. Januar 2022) im Département Somme in der Region Hauts-de-France. Die Gemeinde liegt im Arrondissement Amiens, ist Teil der Communauté de communes du Territoire Nord Picardie und gehört zum Kanton Doullens. 

## Geographie
Die Gemeinde an der Grenze zum Département Pas-de-Calais liegt unweit des linken (südlichen) Ufers des Flusses Authie rund 37 Kilometer nordöstlich von Amiens und rund acht Kilometer nördlich von Bernaville.

## Toponymie und Geschichte
Der Ort ist wie ein Stadtteil von Amiens, nach dem die Steinzeitkultur des Acheuléen ihren Namen trägt, nach einem Lokalheiligen aus Amiens benannt.

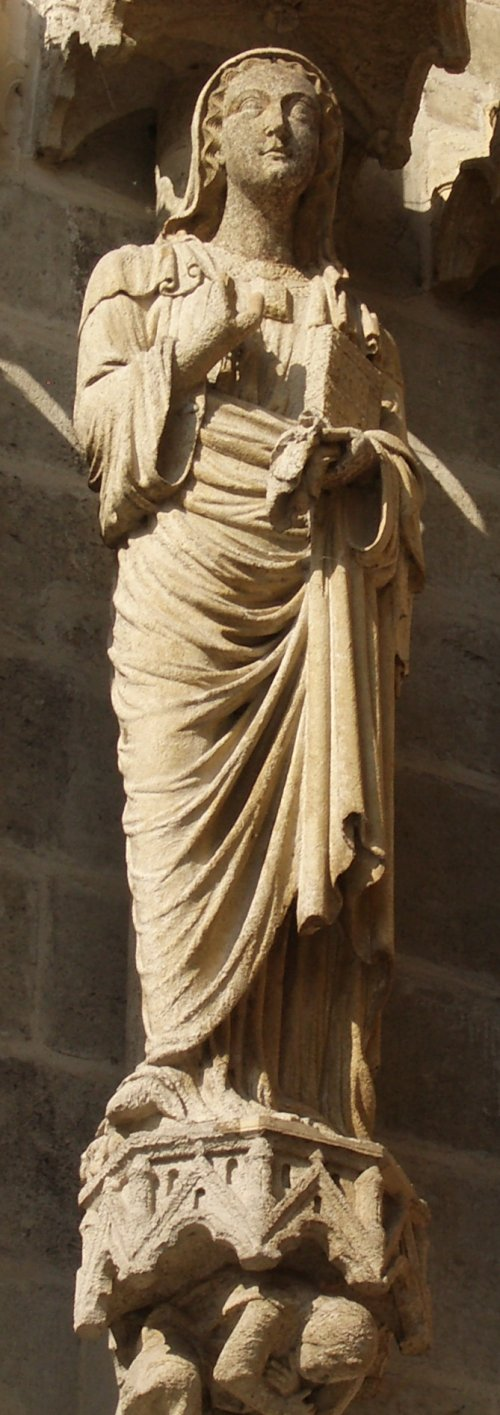
Die Heilige Ulphe am Westportal der Kathedrale von Amiens

Im Mittelalter stand hier ein Kloster, in dem die Heilige Ulphia aus Amiens im 8. Jahrhundert als Einsiedlerin lebte. 

## Einwohner
| 1962 | 1968 | 1975 | 1982 | 1990 | 1999 | 2006 | 2011 |
| ---- | ---- | ---- | ---- | ---- | ---- | ---- | ---- |
| 67   | 50   | 45   | 43   | 34   | 22   | 27   | 28   |

## Verwaltung
Bürgermeister (maire) ist seit 1985 Marc Bettefort.

## Sehenswürdigkeiten
- Kirche Saint-Acheul